# Anders Franzén

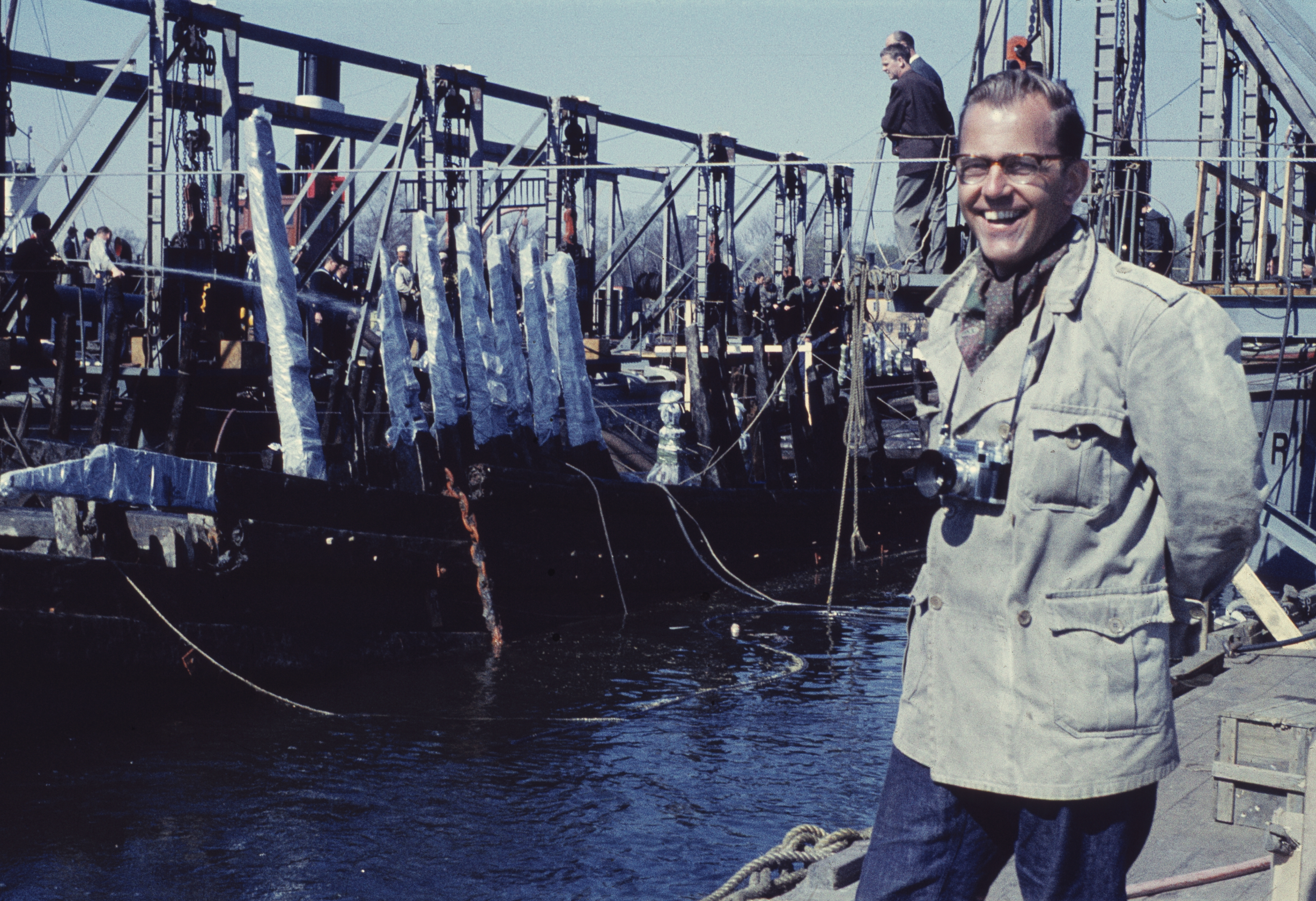
Anders Franzén 1961

Anders Franzén (* 23. Juli 1918; † 8. Dezember 1993) war ein schwedischer Marinetechniker und Amateur-Marinearchäologe. Berühmt wurde er im Jahr 1956 durch die Wiederentdeckung des Wracks des im Jahr 1628 im Hafen von Stockholm gesunkenen Kriegsschiffes Vasa sowie deren Bergung zwischen 1959 und 1961. Er war ebenfalls beteiligt an der Erforschung und den Bergungsarbeiten an den Schiffen Kronan, Resande Man, Riksäpplet und Lybska Svan.

## Leben
Franzén studierte Marinearchitektur an der Königlich Technischen Hochschule (KTH) in Stockholm, machte jedoch aufgrund seines starken Interesses an Geschichte keinen Abschluss. Nachdem er eine Zeit lang für BP gearbeitet hatte, wechselte er in das schwedische Marineministerium, wo er Experte für Öle und Treibstoff wurde.
Zu dieser Zeit begann er, die Archive nach historischen Schiffswracks zu untersuchen. Er konzentrierte ab 1954 seine Suche auf die im Hafenbecken von Stockholm gesunkene Vasa, welche er schließlich im Jahr 1956 entdeckte.